# Gerosis
Gerosis là một chi bướm ngày thuộc họ Bướm nâu.

## Các loài
- Gerosis bhagava
- Gerosis celebica
- Gerosis corona
- Gerosis limax
- Gerosis phisara
- Gerosis sinica
- Gerosis tristis
- Gerosis yuani